# Swing (dança)
O swing é a designação comum a um gênero musical e um grupo de estilos de dança típicos dos Estados Unidos (swing dancing), que se desenvolveram a partir do jazz (swing jazz) criado no final da década de 1920 na cidade estadunidense de Nova Iorque, com as origens de cada dança antecedendo a popular "era do swing". A mais conhecida destas danças é o Lindy Hop, uma dança popular que originou-se em 1927 no Harlem. Um estilo com muitos passos improvizados.
Enquanto a maioria dos tipos de swing originou-se em comunidades afro-americanas, algumas, como o Foxtrot e Balboa, desenvolveram-se em comunidades brancas. Swing nem sempre foi o termo geral . Historicamente, o swing foi um termo aplicado sem conexão com a época do swing, ou a sua música relacionada.

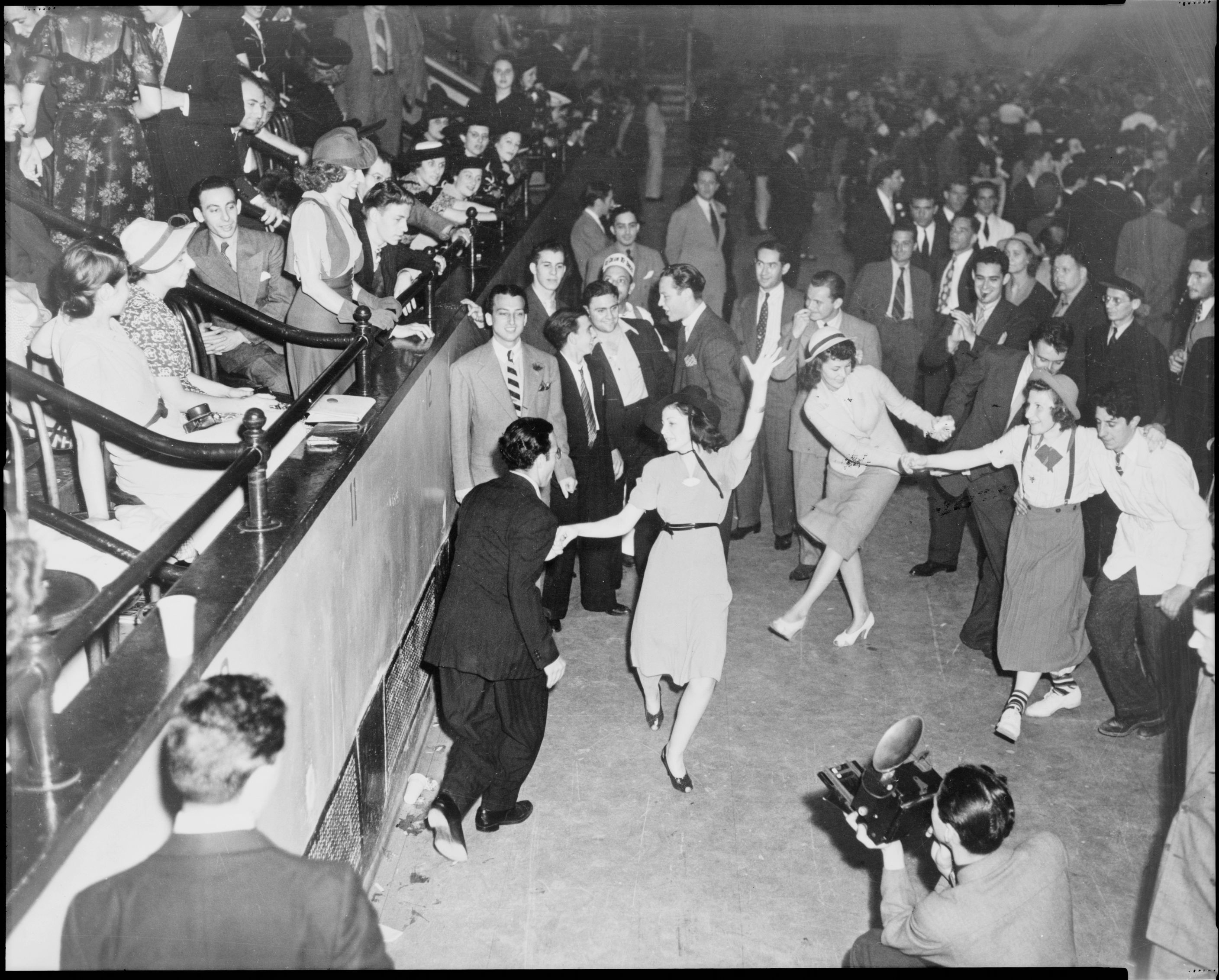
Dançarinos de Jitterbug em 1938

## História
O início do século XX foi um tempo importante nos Estados Unidos, quando começaram a buscar uma identidade cultural própria. Um renascimento intelectual e cultural em várias artes centrado na sociedade afro-americana do bairo novaiorquino do Harlem. O que explodiu em uma grande diversidade cultural, que ocorre principalmente com a influência dos imigrantes. A criação do Jazz pelos negros origina muitos estilos musicais e formas variadas de dançar.
Na década de 1930 surgem os grupos musicais do tipo “big-band” (grupo instrumental jazzista de 1920), que logo fizeram grande sucesso, que foram acompanhadas pela "dança do balanço" (o swing dancing), criadas pela comunidade afro-norteamericana, como o charleston e o cakewalk, que são dançadas enquanto toca à música swing-jazz; estas são baseados na dança que os escravizados africanos nos Estados Unidos dançavam como forma de diversão.
Na década de 1920, a escola Savoy Ballroom no bairro do Harlem (New York City) foi fundamental na popularização dos estilos de dança do balanço, ocorrendo uma fusão de várias formas de dançar o jazz, nascendo assim o lindy-hop, que é chamado "o avô de todas as danças do balanço". Uma dança energética feita ao som da big-band, que algum tempo depois evoluiu para: jitterbug. western-swing, rock e, boogie-woogie. Considera-se que em 1928 os dançarinos George Snowden e Mattie Purnell inventaram este estilo de dança durante a maratona de dança na escola novaiorquina Rockland Palace Ballroom. Posteriormente Snowden chamou este novo estilo como lindy-hop, baseado em outro estilo de dança chamado "Lindbergh Hop", nome em homenagem ao aviador Charles Lindbergh.
O swing é uma dança com métrica rítmica de seis a oito tempos, os dançarinos mais ágeis fazem acrobacias e improvisos, na década de 1930/1940 foram os anos dourados desses estilos. Existem muitas variações do swing, alguns são parecidas que representam sinônimos, essas variações são de acordo com a região.

### Décadas de 1940 e 1950
- Lindy Hop fez muito sucesso durante as décadas de 1940, 1950 e 1960, sendo destaque em muitos filmes da época, como por exemplo Whitey's Lindy Hoppers com Frankie Manning, Dean Collins (cujo estilo levaria à criação de West Coast Swing), e Hal Takier e os Ray Rand Dancers. O Lindy Hop tradicional, na sua forma mais pura é ainda encontrado em muitos lugares dos Estados Unidos e na Suécia. Dançarinos suecos ainda preservam muito da técnica do estilo antigo, que foi passada para eles por Frankie Manning, através de várias visitas nas décadas de 1980 e 1990.[carece de fontes?]

- East Coast Swing é uma simples variação do Lindy Hop, que evoluiu a partir do trabalho dos estúdios de dança de Arthur Murray na década de 1940.[5]